# Julius von Roux
Julius von Roux (też: Julius de Roux, ur. ok. 1803 w Ścinawie, zm. 24 lub 3 maja1867 we Wrocławiu) – niemiecki inżynier i urzędnik, miejski radca budowlany we Wrocławiu w latach 1855–1866.

## Życiorys
Von Roux studiował na Akademii Budowlanej w Berlinie, którą ukończył w 1828. Brał w tym czasie udział w konkursach miesiąca (Monatskonkurrenzen). Następnie pracował w biurze Karla Friedricha Schinkla i był członkiem Związku Architektów (Architektenverein).
W początku lat 50. XIX wieku von Roux był urzędnikiem w służbie rządowej - spisy urzędników budowlanych wymieniały go jako inspektora budownictwa wodnego (Wasserbauinspector) w Ścinawie

. 18 stycznia 1855 został wybrany przez radę miejską Wrocławia na stanowisko miejskiego radcy budowlanego. W 1864 wybrano drugiego radcę, który pełnił swe obowiązki równolegle z von Roux - Hansa Zimmermanna.
1 stycznia 1866 przeszedł na emeryturę (lub rentę). Już od października 1865 w związku ze złym stanem zdrowia nie mógł pracować, w swoim wymówieniu podał jako jego powód podeszły wiek. Wkrótce potem zmarł.
Von Roux był żonaty i miał czwórkę dzieci. W książce adresowej Wrocławia z 1868 figuruje wdowa po radcy budowlanym Anna von Roux, zamieszkała przy Friedrichstraße (ob. ul. Kolejowa).

## Poświadczone dzieła
Wszystkie we Wrocławiu
- Nadzór nad inwestycjami miejskimi, m.in. nad budową Nowego Ratusza[2]
- Niezrealizowane projekty kościoła Zbawiciela na Polach Stawowych, 1856 - w stylu neogotyckim oraz stylu arkadowym (Rundbogenstil)[10]
- Budynki szkolne:
  - Wyższa szkoła dla dziewcząt (Höhere Töchterschule; od 1887 im. cesarzowej Augusty - Augustaschule) przy ul. Piotra Skargi 26-28 (Taschenstraße), 1862 (z F. Zastrau; budynek nie istnieje)[11]
  - Szkoła elementarna przy ul. Na Szańcach (Gneisenaustraße), 1863[12]
  - Szkoła elementarna przy pl. Franciszkańskim 1-3 (Minoritenhof 1-3), 1864[12] (zachowana, obecnie Zespół Szkół Sióstr Salezjanek im. Jana Pawła II)
  - Projekty kilku dalszych szkół (w większości zrealizowane później po przeróbkach przez Hansa Zimmermanna)[12]